# Distretto di Dôrvôlžin
Il distretto di Dôrvôlžin è uno dei ventiquattro distretti (sum) in cui è suddivisa la provincia del Zavhan, in Mongolia. Conta una popolazione di 2.323 abitanti (censimento 2005). 